# Baigorixus
Baigorixus, auch Baicorixus, ist der Name einer gallisch/keltischen Gottheit aus den Pyrenäen. Er wurde ein einziges Mal auf einer Inschrift vorgefunden. Diese Inschrift trägt den Text:
BAIGORIXO DEO VERNUS SERANI V.S.L.M.
In der Revue Archéoligique de Paris 1859 wird der Name vom Keltischen baya („Fluss“) hergeleitet, eine andere Erklärung wird mit baig („sich rühmen“) und rix („Herrscher“) vermutet.
Der Name findet sich wieder in der historischen französischen Provinz Bigorre im heutigen Département Hautes-Pyrénées.